# Skogsbläcksvamp
Skogsbläcksvamp (Coprinus silvaticus) är en svampart som beskrevs av Peck 1872. Skogsbläcksvamp ingår i släktet Coprinus och familjen Agaricaceae.  Arten är reproducerande i Sverige. Inga underarter finns listade i Catalogue of Life.

## Källor

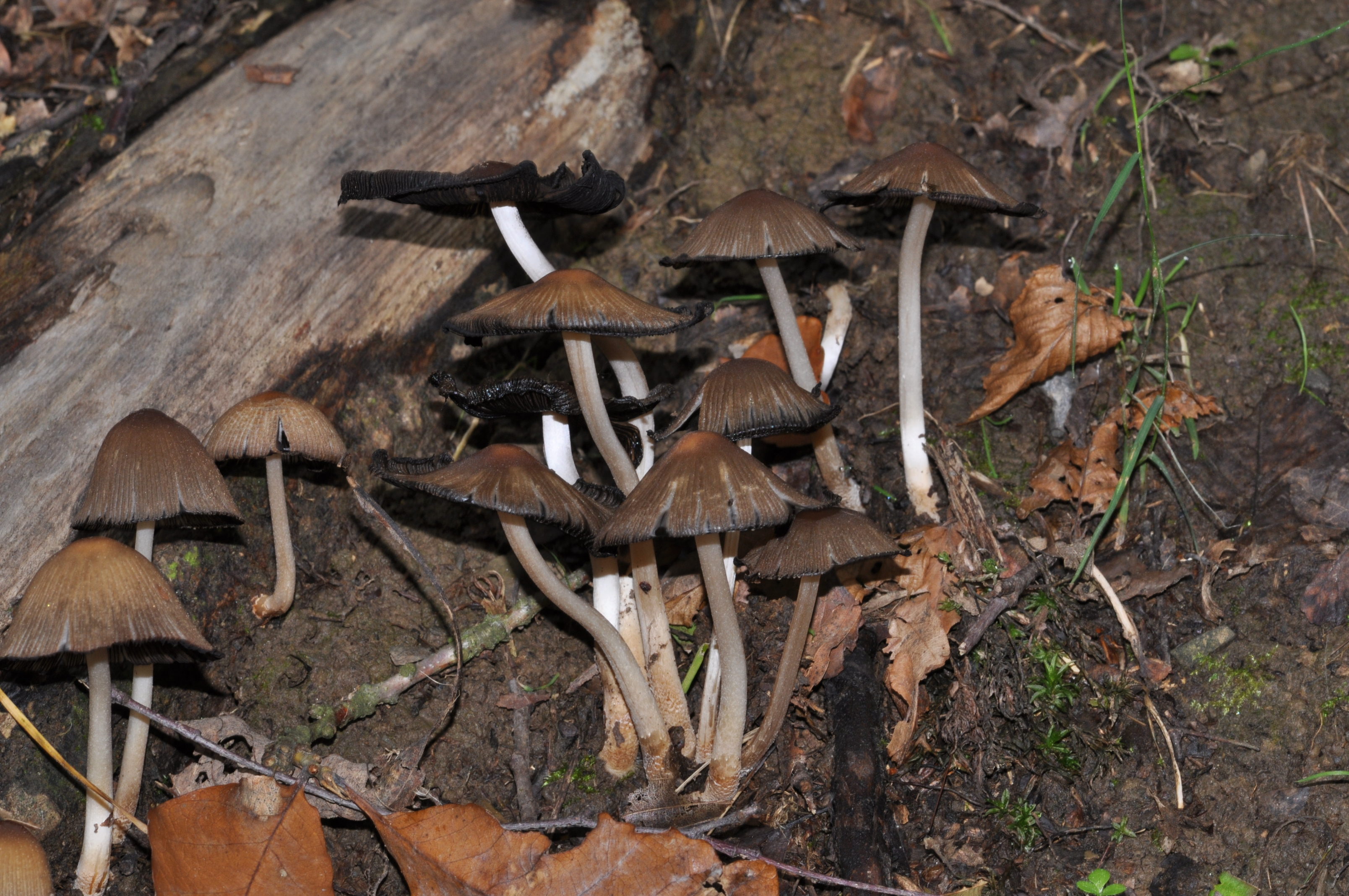